# キングストン (テネシー州)
キングストン（英: Kingston）は、アメリカ合衆国テネシー州の都市。ローン郡の郡庁所在地である。人口は5,264人（2020年）。ハリマン都市圏の圏内にある。ワッツバー湖に臨む。

## 地理
クリンチ川とテネシー川の合流部に面する。合流部はここから南西に数キロほどのワッツバーダムの造成によりダム湖（ワッツバー湖）に沈んだ。国道70号線が東西に通り、東でノックスビルに、西でナッシュビルにそれぞれ至る。また州道58号線を北東へ行けばオークリッジに、南に行けばチャタヌーガに達する。国道70号線と平行して州間高速道路40号線も走る。
国勢調査局によると、市の総面積は18.9平方キロ（7.3平方マイル）で、うち17.0平方キロ（6.6平方マイル）が陸地、総面積の10.40%にあたる2.0平方キロ（0.8平方マイル）が水域である。

## 人口動態
2000年の国勢調査によると、この市には5264人の2263世帯、1532家族が暮らしている。人口密度は1平方キロあたり310.3人で、平方マイルに換算すると803.7人となる。住居数は2478軒で、1平方キロあたりに146.1軒（1平方マイルあたりでは378.4軒）が建っている計算になる。住民のうち白人が93.75%、アフリカ系が3.55%、先住民系が0.23%、アジア系が0.49%、太平洋諸島系が0.06%、その他の人種が0.23%、混血が1.69%、ヒスパニック（ラテン系）が0.97%を占める。
2263世帯のうち26.0%は18歳以下の子供と暮らしており、54.3%は夫婦で生活している。10.8%は未婚の女性が世帯主であり、32.3%は家族以外の住人と同居している。29.6%の世帯が単身で、14.8%を独居老人が占める。1世帯あたりの平均構成人数は2.25人、家庭の構成人数は2.77人である。
住民のうち20.5%が18歳以下の未成年、8.2%が18歳以上24歳以下、26.0%が25歳以上44歳以下、24.8%が45歳以上64歳以下、20.4%が65歳以上となっており、平均年齢は42歳である。女性100人に対し男性が88.8人いる一方、18歳以上の女性100人ごとに対しては87.0人いる。
一世帯あたりの平均収入は3万4071米ドルで、家族あたりでは4万4979米ドルである。男性の平均収入は4万186米ドル、女性の平均収入は2万2971米ドルで、労働者でない人々も含めた住民一人当たりの収入は2万301米ドルとなる。総人口の10.0%、家族の6.0%、18歳以下の子どもの16.6%、および65歳以上の老人の8.9%は貧困線以下の収入で生計を立てている。

## 歴史
市は1792年に現市街の真南に築かれたサウスウェスト・ポイント砦にその起源を持つ。建設当時、砦はヨーロッパ系アメリカ人の開拓地の西端にあたった。川をはさんだ現在のロックウッド付近には、トランティースキー酋長率いるチェロキー族の村落があった。1805年には要塞を指揮していたリターン・J・メイグス・シニア将軍がチェロキー族のスパイに任命され、サウスウェスト・ポイントとテリコ・ブロックハウス（軍事上の小要塞）の間を行き来した。キングストン市は1799年10月23日に建設されたがノックス郡に属し、郡からの分離運動の末に2年後にローン郡が設立された。市名は1790年代に士官として砦に駐屯したロバート・キング少佐にちなむ 。
1807年9月21日の一日だけ、キングストンはテネシー州の州都になった。これはチェロキー・ネイションが現在のローン郡の土地を州に割譲した暁には、キングストンを州都にすると州議会が申し出たためで、この日に限り州議会はチェロキー族との協定締結のためキングストンで開会された。しかし、翌日には州都はノックスビルに戻った。

### 現代のキングストン
1955年、キングストン化石燃料プラントがテネシー川流域開発公社によって建設された。これは当時としては世界最大の石炭火力発電所で、日量1万3000トンの石炭で1456メガワットを発電する。煙突の高さは305mもある。2008年12月22日には付近の人造湖がフライアッシュによる懸濁液（スラリー）で汚染され、発電所が周辺地域に計10億ガロン以上もの廃水を垂れ流していたことが判明した。